# Ludolf de Vermandois
Ludolf de Vermandois (ou Liudolph, Landulphe, Lyndulphe), né en 957 à Tillières et mort entre 992 et 996, est un prélat français du Xe siècle, comte de Noyon, évêque de Noyon-Tournai de 977 à 988.

## Biographie
Ludolf est issu de la haute noblesse franque, avec une ascendance prestigieuse. Par son père Albert Ier (ou Adalbert) dit le Pieux, comte de Vermandois (né entre 931 et 934 et mort en 987), il est l’arrière-petit-fils de Robert Ier, roi des Francs, et le petit-cousin d’Hugues Capet, duc puis roi des Francs au moment de son épiscopat. Par sa mère Gerberge de Lotharingie (ca. 935-ca. 978), il est l’arrière-petit-fils d’Henri Ier dit l’Oiseleur, roi de Francie orientale, et le demi-neveu de Lothaire, roi des Francs,.
Avec son frère Herbert III, comte de Vermandois, il confirme les importantes donations faites par leur père Albert Ier à l’abbaye du Mont-Saint-Quentin. En 977 ou 982, il donne au chapitre de la cathédrale de Noyon l’abbaye Saint-Pierre-et-Saint-Paul, ancien oratoire Saint-Georges et future abbaye Sainte-Godeberthe (lieu d’inhumation de cette sainte vers 678),, , puis concède à cet établissement une partie du tonlieu (péage) qu’il détenait par droit épiscopal,.
Ludolf rend à sa vocation monastique l’abbaye Saint-Éloi de Noyon, occupée par des clercs séculiers à la suite de son saccage par les Vikings en 860 et 881, et obtient vers 982 du roi Lothaire, son demi-oncle, une charte assurant que les moines demeureront toujours en possession de l’édifice,. Par une charte de 988, il donne à cette abbaye des terres qu’il possédait dans la paroisse de Dives.
Il se rend à Rome en 988 et obtient du pape Jean XV une bulle datée du mois de mars et confirmant les biens et privilèges de l’évêché et du chapitre de Noyon, parmi lesquels celui d’y rendre justice sans qu’aucun comte ou seigneur étranger puisse en rien exercer cette juridiction séculière ; la même bulle confirmera la dévolution de l’abbaye Saint-Éloi à l’institution monastique.
Les raisons pour lesquelles son magistère épiscopal s’achève plusieurs années avant sa mort ne sont pas documentées. D’après plusieurs sources généalogiques, Ludolf aurait eu à la fin de sa vie une fille nommée Jossine (ou Jocelyne) de Noyon (992-1046), mariée à Auguste, seigneur de Roye (ca. 985-1046), dont descendance,,,.
Il meurt un 5 novembre, entre 992 et 996, et est inhumé devant l’autel, dans la cathédrale Notre-Dame de Noyon.